# Розуэлл (фильм)
«Розуэлл» (англ. Roswell) — телефильм, посвящённый Розуэлльскому инциденту.

## Сюжет
В 1947 году в Розуэлле, штат Нью-Мексико, упал космический корабль инопланетян. Первыми к НЛО успели военные. Министерство обороны США делало все возможное, чтобы информация о старательно засекреченном проекте никуда не просочилась. Тем не менее, многое и для военных осталось тайной. Пришельцы уже давно среди нас. Они внешне ничем не отличаются от людей и постепенно устанавливают контроль над земной цивилизацией. Следующая задача инопланетян — безжалостное уничтожение всего рода человеческого.